# Rio Jacaré (bacia do rio São Francisco)
O rio Jacaré é um curso de água que banha o estado da Bahia, no Brasil, tendo sua nascente na Chapada Diamantina, nomeando uma sub-bacia integrante da bacia do rio São Francisco. Tendo seu curso no sentido sul-norte, forma junto ao Rio Verde uma das sub-bacias do São Francisco, desaguando no lago de Sobradinho.
Ao longo dos seus 250 km de extensão, o rio passa por diversas localidades do sertão baiano e desagua no São Francisco. Banha os municípios de Barra do Mendes, Barro Alto, Cafarnaum, Canarana, América Dourada, São Gabriel, Morro do Chapéu e Sento Sé.

## Características
É um rio intermitente, localizado à margem direita do rio São Francisco. É um dos dois cursos d'água da quase árida região de Irecê, ao lado do rio Verde, que é perene. Seu curso dessa forma dá-se em poucas semanas ao ano durante a estação chuvosa, mas forma ao longo do trajeto pequenas lagoas que possuem uma duração maior, alimentadas ainda pelas águas da subsuperfície.
Suas nascentes estão situadas, geologicamente, no Grupo Chapada Diamantina e, no seu curso médio, em solo do Grupo Una, até chegar aos depósitos aluviais do São Francisco.